# St Columba’s Cathedral

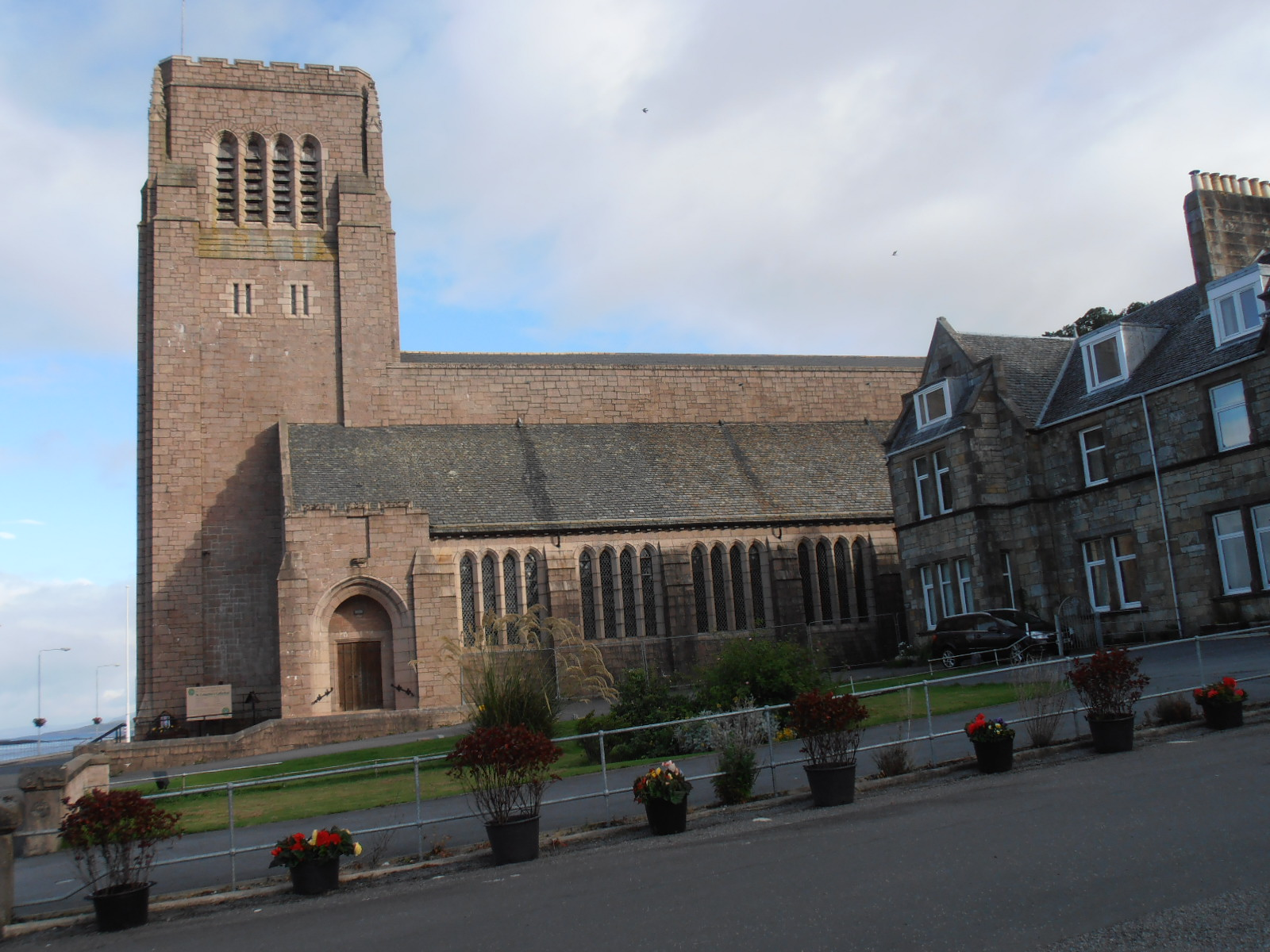
St Columba’s Cathedral

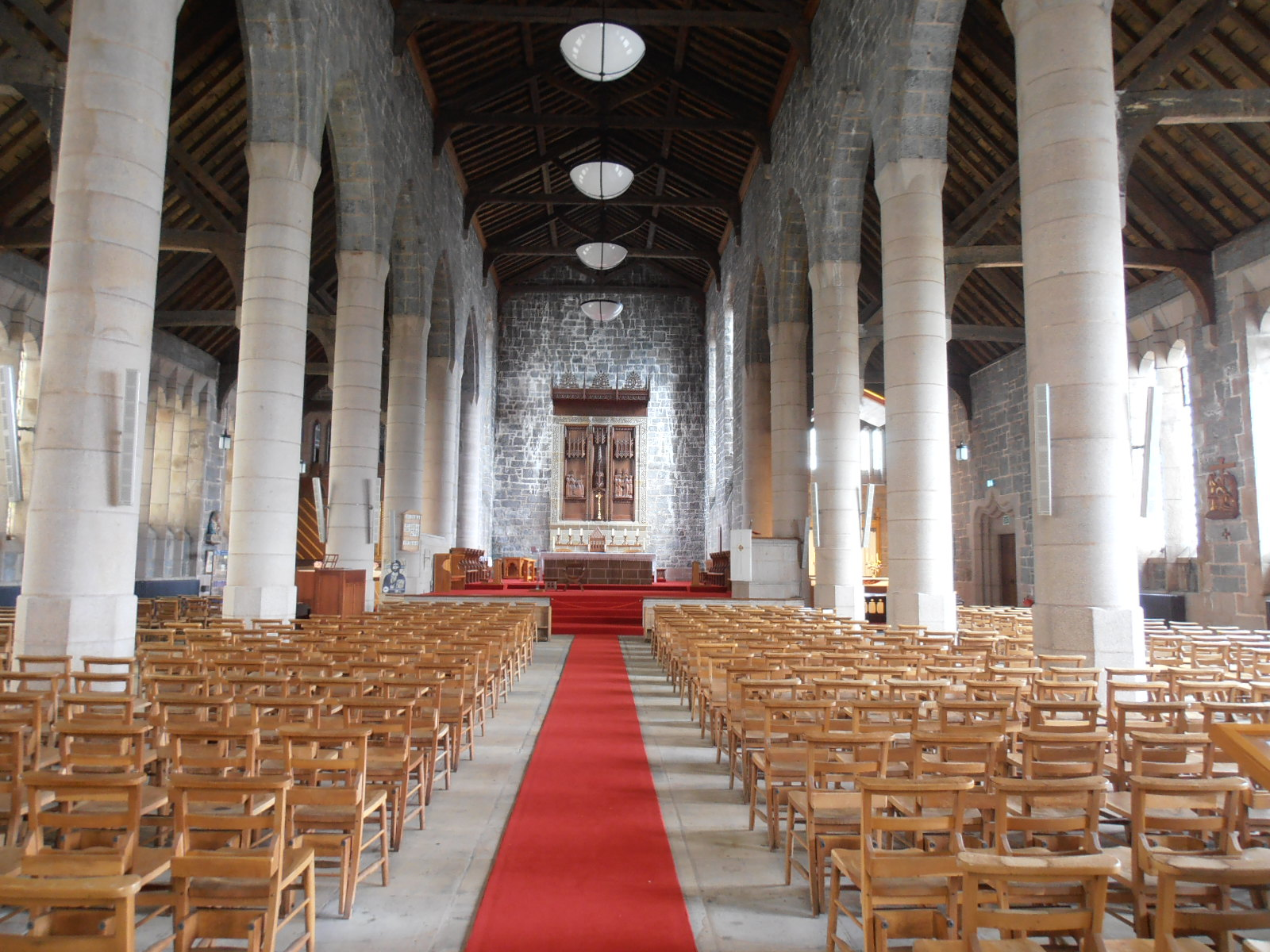
Innenansicht

Die St Columba’s Cathedral ist ein römisch-katholisches Kirchengebäude in der schottischen Stadt Oban. Das im modernen neogotischen Stil konzipierte Gebäude liegt im Westen der Stadt direkt an der Bucht Oban Bay. 1971 wurde die St Columba’s Cathedral in die schottischen Denkmallisten in der höchsten Kategorie A aufgenommen. Die Kirche ist heute noch als solche in Verwendung.

## Geschichte
Die erste Kathedrale in Oban wurde 1878 errichtet. Sie bestand aus Wellblech und war nur als Provisorium gedacht, das schließlich jedoch trotzdem 50 Jahre lang genutzt wurde. Der Priester Donald Martin legte am 14. September 1932 den Grundstein des heutigen Gebäudes, das erst im Jahre 1952 fertiggestellt wurde. Wahrscheinlich waren Verzögerungen infolge des Zweiten Weltkriegs für die lange Bauzeit verantwortlich. Die beiden großen Glocken des Geläuts, Brendan und Kenneth, wurden 1959 gesegnet. Seitdem ist sie die Hauptkirche des Bistums Argyll and the Isles. Als Architekt war Giles Gilbert Scott für die Planung verantwortlich, der neben der Liverpool Cathedral, der Waterloo Bridge und der Battersea Power Station auch die bekannten roten Telefonzellen Großbritanniens entwarf.

## Architektur
Der Kompromiss aus Historismus und Moderne, in dem diese Kathedrale gestaltet ist, würde in Deutschland als Reformarchitektur bezeichnet.
Alle drei Schiffe der Kirche sind mit offenen Dachstühlen gedeckt. Diese Form des Abschlusses kommt in britischen Kirchen schon seit dem Mittelalter häufiger vor als steinerne Gewölbe.
Die Seitenschiffe enden unterhalb fensterloser Hochschiffswände geringer Höhenausdehnung. Der obere Abschluss des Mittelschiffs beginnt oberhalb dieser Wände und reicht bis zum Dachfirst. Damit ist St Columba’s Cathedral eine Pseudobasilika. Während Pseudobasiliken in Deutschland eine architektonische Randgruppe bilden, sind sie im niederländischen Rhein-Maas-Delta etwa ebenso zahlreich wie Hallenkirchen. Das Gleiche gilt für das Vereinigte Königreich, wo es von beiden Bautypen jeweils über tausend gibt, Vgl. Liste der Pseudobasiliken im Vereinigten Königreich.